# Aeroportul Hartness State
Aeroportul Hartness State (IATA: VSF, ICAO: KVSF, FAA LID: VSF) este un aeroport din Springfield⁠(d), Springfield⁠(d), Comitatul Windsor, Vermont, Vermont, Statele Unite ale Americii ce deservește zona Springfield⁠(d). Aeroportul a fost tranzitat în 2019 de 36 de pasageri.
Situat la o altitudine de 176 m, aeroportul dispune de 2 piste.

## Infrastructură

### Piste
Aeroportul dispune de 2 piste. Pista 5/23 are suprafața de asfalt și dimensiunile 5.501 picioare × 100 picioare. Pista 11/29 are suprafața de asfalt și dimensiunile 3.000 picioare × 75 picioare. 